# Odonteus liebecki
Odonteus liebecki là một loài bọ cánh cứng trong họ Geotrupidae. Loài này được Wallis miêu tả khoa học năm 1928.